# Гаджиева, Эмма Халимбековна
Э́мма Халимбе́ковна Гаджи́ева (азерб. Emma Hacıyeva; род. 26 апреля 1989, Кизляр, Дагестанская АССР) — российская спортивная журналистка и телеведущая. Работает на «Матч ТВ», «КХЛ ТВ» и «Матч! Страна». В прошлом — азербайджанская фигуристка, выступавшая в одиночном катании. Участница чемпионата мира и Европы, мастер спорта по фигурному катанию.

## Биография
Родилась в городе Кизляр. По национальности — азербайджанка. Является мастером спорта по фигурному катанию на коньках. Выступала в ДЮСШ № 48 (Москва), а позднее в ЦСКА (Баку).
Серебряный призёр чемпионата Азербайджана 2005 года. В сезоне 2008/09 участвовала в чемпионате мира и Европы. В сентябре 2009 года выступила на Nebelhorn Trophy в немецком Оберстдорфе, который был отборочным турниром к Олимпийским играм 2010 года в Ванкувере.
До 2018 года работала на радиостанции «Спорт FM» ведущей и репортёром. Была ведущей утренней программы «100% Утра» с Романом Вагиным и Александром Боярским. В качестве корреспондента отработала на летних Олимпийских играх 2016 года в Бразилии и зимних Олимпийских играх 2018 года в Республике Корея. После закрытия станции перешла на Sport24, где открыла YouTube-шоу «Фигурка».
С 2019 года работает на телеканале «Матч! Страна» ведущей новостей, а также ведущей и корреспондентом трансляций на «Матч ТВ», освещая футбол, хоккей и другие виды спорта. С 2022 года работает комментатором на КХЛ ТВ.
Свободно владеет английским. Была ведущей жеребьевки чемпионата мира по пляжному футболу 2021, которая проходила в штаб-квартире ФИФА в Цюрихе.

## Результаты
| Соревнования                | 04/05         | 05/06         | 06/07         | 07/08         | 08/09         | 09/10         |
| Международные               | Международные | Международные | Международные | Международные | Международные | Международные |
| --------------------------- | ------------- | ------------- | ------------- | ------------- | ------------- | ------------- |
| Чемпионат мира              |               |               |               |               | 32            |               |
| Чемпионат Европы            |               |               |               |               | 30            |               |
| Nebelhorn Trophy            |               |               |               |               | 20            | 31            |
| Мемориал Карла Шефера       |               |               |               |               | 16            |               |
| Золотой конёк Загреба       |               |               |               | 26            |               |               |
| Международные среди юниоров |               |               |               |               |               |               |
| Чемпионат мира              | 43            | 36            |               | 28            |               |               |
| Гран-при Хорватии           |               |               |               | 27            |               |               |
| Гран-при Тайваня            |               |               | 18            |               |               |               |
| Гран-при Нидерландов        |               |               | 25            |               |               |               |
| Гран-при Болгарии           |               | 20            |               |               |               |               |
| Гран-при Эстонии            |               | 27            |               |               |               |               |
| Гран-при Германии           | 34            |               |               |               |               |               |
| Гран-при Украины            | 29            |               |               |               |               |               |
| Santa Claus Cup             |               |               |               | 2             |               |               |
| Golden Bear of Zagreb       |               | 7             |               |               |               |               |
| Национальные                |               |               |               |               |               |               |
| Чемпионат Азербайджана      | 2             |               |               |               |               |               |

## Личная жизнь
- Свободно говорит на русском, английском и испанском языках.
- Является болельщицей футбольного клуба «Реал Мадрид». Её любимый игрок — Серхио Рамос.
- В свободное время любит путешествовать, готовить кексы и выпечку.
- Регулярно принимает участие в различных демонстрационных мероприятиях.